# Tuniški zaljev
Tuniški zaljev (tuniški arapski: خليج تونس) je veliki zaljev u sjeveroistočnom Tunisu, na obali Sredozemnog mora. Širok je 63 km, a proteže se od rta Farina na zapadu do rta Bon na istoku. Tunis, glavni grad Tunisa, leži na jugozapadnom rubu zaljeva, kao i niz mjesta osnovanih u posljednja tri tisućljeća. Planina Djebel Ressas (795 m) uzdiže se oko 15 km južno od dna zaljeva.
Središnji dio zaljeva, koji odgovara gradu Tunisu, povoljan je za položaj za trgovačku luku zbog dobro zaštićenog područja. Drevni grad Kartaga sagrađen je na obali zaljeva.

## Vanjske poveznice
|  | Zajednički poslužitelj ima još gradiva o temi Tuniški zaljev |